# Monastero di San Girolamo
Il monastero di San Girolamo, in spagnolo Monasterio de San Jerónimo, è un complesso architettonico rinascimentale, formato da chiesa e annesso monastero, della città di Granada, in Spagna.
Dichiarata la chiesa "monumento histórico artístisco digno de ser conservado por la Nación" (bene storico-artistico di interesse nazionale) con un decreto già nel 24 maggio 1874, il monastero fu dichiarato "Monumentos histórico-artísticos" con decreto del 4 giugno 1931. In seguito tutto il complesso venne definito Bien de Interés Cultural.

## Storia e descrizione

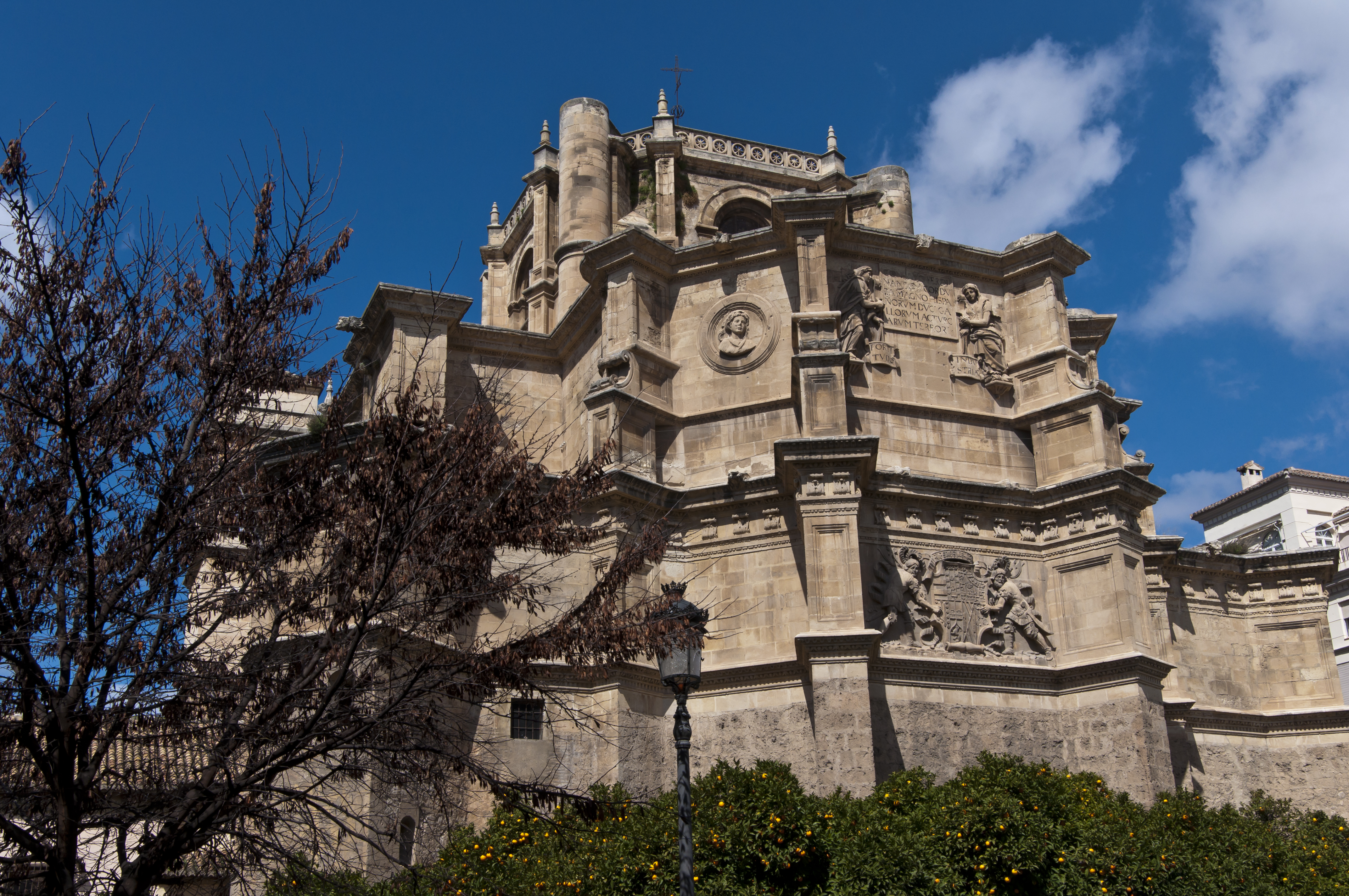
Veduta esterna dell'abside.

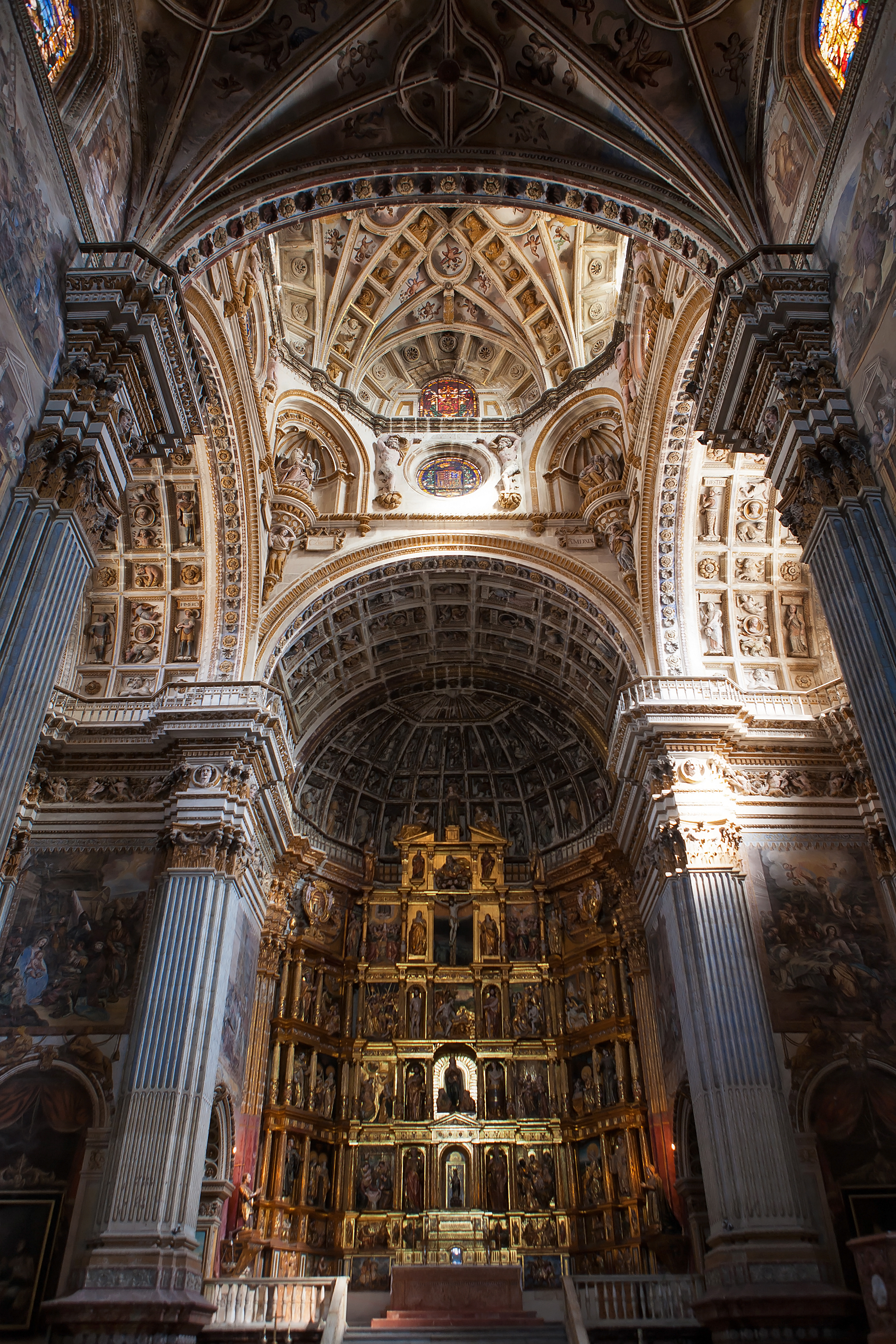
Il sontuoso interno.

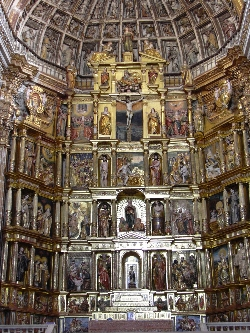
L'altar maggiore.

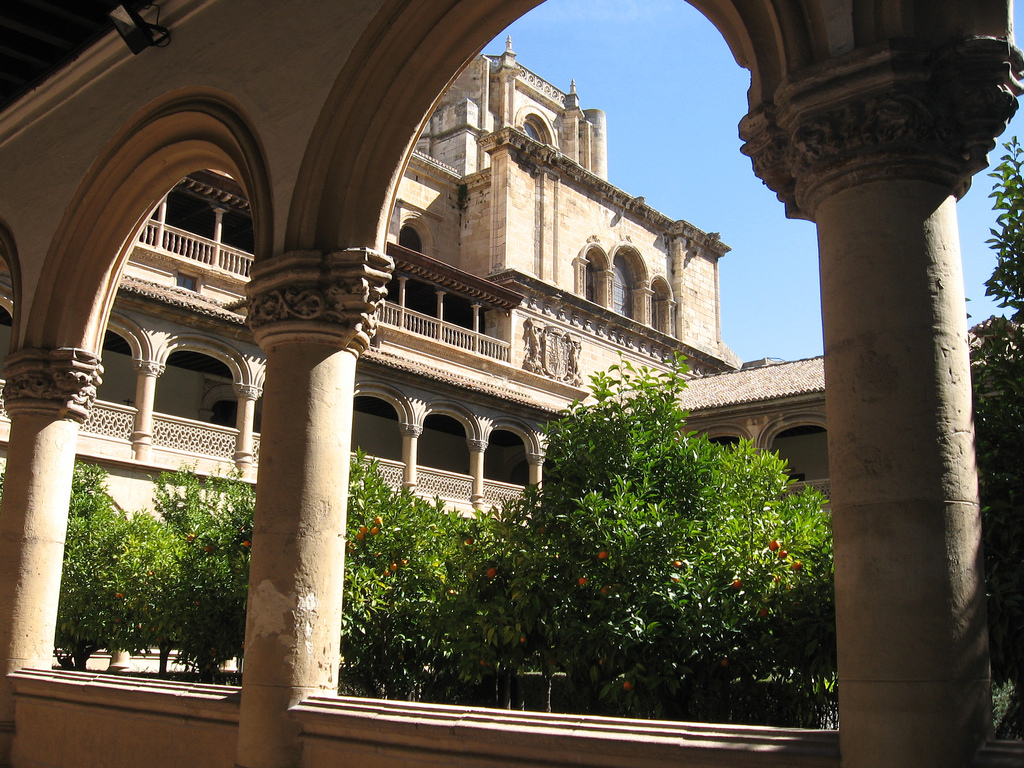
Uno dei chiostri.

La sua fondazione risale a prima della riconquista della città da parte dei re cattolici. Infatti il monastero dell'Ordine di San Girolamo venne fondato nella vicina Santa Fe, poi si trasferì a Granada.
Dal 1496 iniziò la costruzione della basilica e dal 1504 il monastero. Il lavoro del complesso è dovuto in gran parte Diego de Siloé, ma vi hanno partecipato anche altri architetti e artisti fra cui Jacopo Fiorentino.
Il monastero possiede due chiostri, il primo concentra la più pura decorazione del Rinascimento con portali disegnati da Diego de Siloé; nell'altro, occupato dalla clausura delle suore gerolamine, vi ha vissuto l'imperatrice Elisabetta del Portogallo in luna di miele dopo la celebrazione del suo matrimonio con l'imperatore Carlo V.

### La chiesa
La chiesa, di uno stile di transizione dal gotico al rinascimento, presenta una pianta a croce latina a navata unica con grande cupola. Il presbiterio risponde ai vincoli delle chiese dell'ordine gerolamino, con coro rialzato e l'altare in cima ad un'ampia scalinata.
Venne costruita fra il 1496 e il 1547 ed è il frutto della collaborazione fra Diego de Siloé e Jacopo Fiorentino, con una fastosa decorazione rinascimentale di sculture e affreschi. Il presbiterio venne terminato nel 1522 e in quell'anno vi furono trasferite dalla Casa Grande del Convento de San Francisco le salme del Gran Capitan, che guidò la riconquista di Granada, e di sua moglie, Maria de Manrique. 
Gli stalli del coro risalgono al 1544 e sono opera di Diego de Siloé.
L'invasione francese e la conseguente espulsione dell'Ordine gerolamino, portarono il complesso alla rovina. Lo Stato ne decise infine il restauro, svoltosi tra il 1916 e il 1920 dall'architetto Fernando Wilhelmi.

### Retablo maggiore
Notevole è la pala d'altare manierista del presbiterio. Rappresenta il punto di partenza della scultura andalusa indipendente. Opera di diversi artisti fra cui Pablo de Rojas. La ricca decorazione rinascimentale si caratterizza da cassettoni, conchiglie e sculture, è l'ultima espressione dell'umanesimo in Spagna. Il programma iconografico è stato progettato al fine di evidenziare la grandezza militare e l'eroismo del Gran Capitan.